# Lindbergella sintenisii
Lindbergella sintenisii är en gräsart som först beskrevs av Harald Lindberg, och fick sitt nu gällande namn av Norman Loftus Bor. Lindbergella sintenisii ingår i släktet Lindbergella och familjen gräs. Inga underarter finns listade i Catalogue of Life.